# World Without End (minissérie)
World Without End (Brasil: Mundo sem Fim / Portugal: Um Mundo sem Fim) é uma minissérie de 8 episódios, baseada no romance homónimo de Ken Follett. Foi coproduzido pelo Canadá, Alemanha e Reino Unido, tendo sido exibida originalmente de 4 de setembro a 23 de outubro de 2012, com a participação de Cynthia Nixon, Miranda Richardson, Ben Chaplin, Peter Firth, Charlotte Riley e Tom Weston-Jones.
A minissérie é a sequência de Os Pilares da Terra, narrando a vida da cidade inglesa fictícia de Kingsbridge cerca de 200 anos depois.
Em Portugal a série passou nos canais AXN.

## Sinopse
Inglaterra, século XIV. O rei Eduardo III leva a nação à Guerra dos Cem Anos contra a França. Pouco depois, a Peste Negra começa a alastrar-se pela Europa. É neste cenário que Caris, uma mulher visionária, e o seu amante Merthin vão inspirar Kingsbridge e enfrentar as mais poderosas força do seu tempo, a Igreja e a Coroa, lutando para salvar a cidade da ruína.

## Elenco
| Ator                 | Papel              |
| -------------------- | ------------------ |
| Cynthia Nixon        | Petranilla         |
| Miranda Richardson   | madre Cecilia      |
| Ben Chaplin          | Sir Thomas Langley |
| Peter Firth          | Sir Roland         |
| Charlotte Riley      | Caris Wooler       |
| Tom Weston-Jones     | Merthin Fitzgerald |
| Rupert Evans         | Godwyn             |
| Nora von Waldstätten | Gwenda             |
| Oliver Jackson-Cohen | Ralph Fitzgerald   |
| Sarah Gadon          | Phillippa          |
| Hera Hilmar          | Margery            |
| Carlo Rota           | Edmund             |
| Aure Atika           | rainha Isabel      |
| Tom Cullen           | Wulfric            |
| David Bradley        | irmão Joseph       |
| Indira Varma         | Mattie Wise        |
| Ian Pirie            | Elfric             |
| Caroline Boulton     | irmã Elizabeth     |
| Blake Ritson         | Eduardo III        |
| Megan Follows        | Maud               |
| Tatiana Maslany      | Irmã Meir          |

## Produção
Ao adquirir os direitos sobre Os Pilares da Terra de Ken Follett, a Tandem Communications garantiu também a preferência para a negociação de um acordo para adaptar World Without End, a sequência do primeiro romance. O projeto foi anunciado em dezembro de 2010. World Without End foi coproduzida pelas seguintes empresas: Tandem Communications, Scott Free Productions, Take 5 Productions e Galafilm. O guião foi escrito por John Pielmeier, que também adaptou Os Pilares da Terra. Em março de 2011, Michael Caton-Jones assinou como realizador.
A escolha do elenco principal ficou concluída em junho de 2011, tendo-se iniciado as filmagens um mês depois. As gravações ocorreram principalmente na Hungria, onde toda uma cidade medieval foi construída num backlot de 12.000 m². Outros locais onde também ocorreram gravações foram a Eslováquia e a Áustria.